# Bowieite
La bowieite è un minerale.